# ویلیام کاوندیش دوونشر
ویلیام کاوندیش دوونشر (انگلیسی: William Cavendish, 4th Duke of Devonshire؛ ۸ مهٔ ۱۷۲۰ – ۲ اکتبر ۱۷۶۴) یک سیاست‌مدار اهل بریتانیا و نخست وزیر آن کشور بود.